# Movimento da Gruta da Boa Esperança
O Movimento da Gruta da Boa Esperança foi um movimento religioso liderado por Pedro Nunes da Silva, conhecido como Pedro Velho. O grupo, reunido a partir de 1966, era formado por famílias provenientes de povoados vizinhos à Gruta da Boa Esperança, localizada no município de Morro do Chapéu, na Chapada Diamantina, Bahia,  que passaram a viver na gruta, atraídas por promessas de proteção espiritual e pela revelação de um tesouro sagrado.  A experiência ficou conhecida como os “fanáticos da Gruta da Boa Esperança” e atraiu a atenção de autoridades, pesquisadores e da imprensa pela natureza singular de suas práticas religiosas, que incluíam sacrifícios  — inicialmente de animais e posteriormente de seres humanos —, supostamente orientados por visões atribuídas a  São Sebastião.
Esse episódio insere-se no contexto mais amplo das manifestações religiosas populares no interior nordestino, marcadas pelo sincretismo, pelo messianismo e pela busca de sentido em contextos de pobreza e exclusão social.

## Localização e contexto geográfico
A Gruta da Boa Esperança está situada na zona rural do município de Morro do Chapéu, na região norte da Chapada Diamantina, interior da Bahia. Localiza-se no povoado de Boa Esperança, cerca de 53 quilômetros ao sul da sede municipal, em uma área remota e de difícil acesso, na divisa com o município de Utinga. A geografia local é acidentada, caracterizada por formações rochosas, vegetação de caatinga e clima semiárido. O difícil acesso à gruta – por trilhas e estradas não pavimentadas – contribuiu historicamente para o isolamento do local e favoreceu o surgimento de uma comunidade alternativa, afastada da vigilância direta do Estado e do contato cotidiano com a sociedade urbana.
Também a estrutura física da gruta, composta por salões amplos e paredões rochosos, oferecia abrigo natural e condições mínimas para a adaptação humana. Esses elementos geográficos foram determinantes para que o local fosse escolhido como morada por um grupo de famílias, atraídas pelo discurso místico e pela liderança religiosa de Pedro Velho.
A localização estratégica, ao mesmo tempo protegida e escondida, propiciou o desenvolvimento de práticas religiosas não convencionais e a criação de uma comunidade com organização própria. Esse cenário geográfico reforça o caráter simbólico da gruta como espaço de refúgio espiritual, mas também como território de resistência e conflito, onde fé, isolamento e misticismo se entrelaçam na construção de uma história única e controversa dentro da memória regional da Chapada Diamantina.

## Formação do grupo religioso
A formação do grupo religioso da Gruta da Boa Esperança teve início em 1966, quando Pedro Nunes da Silva, conhecido como Pedro Velho, começou a atrair seguidores para viverem com ele no interior da gruta. Pedro Velho se apresentava como um líder espiritual, alguém com forte carisma e convicção, que afirmava receber orientações divinas, especialmente de São Sebastião, figura central na religiosidade popular nordestina.

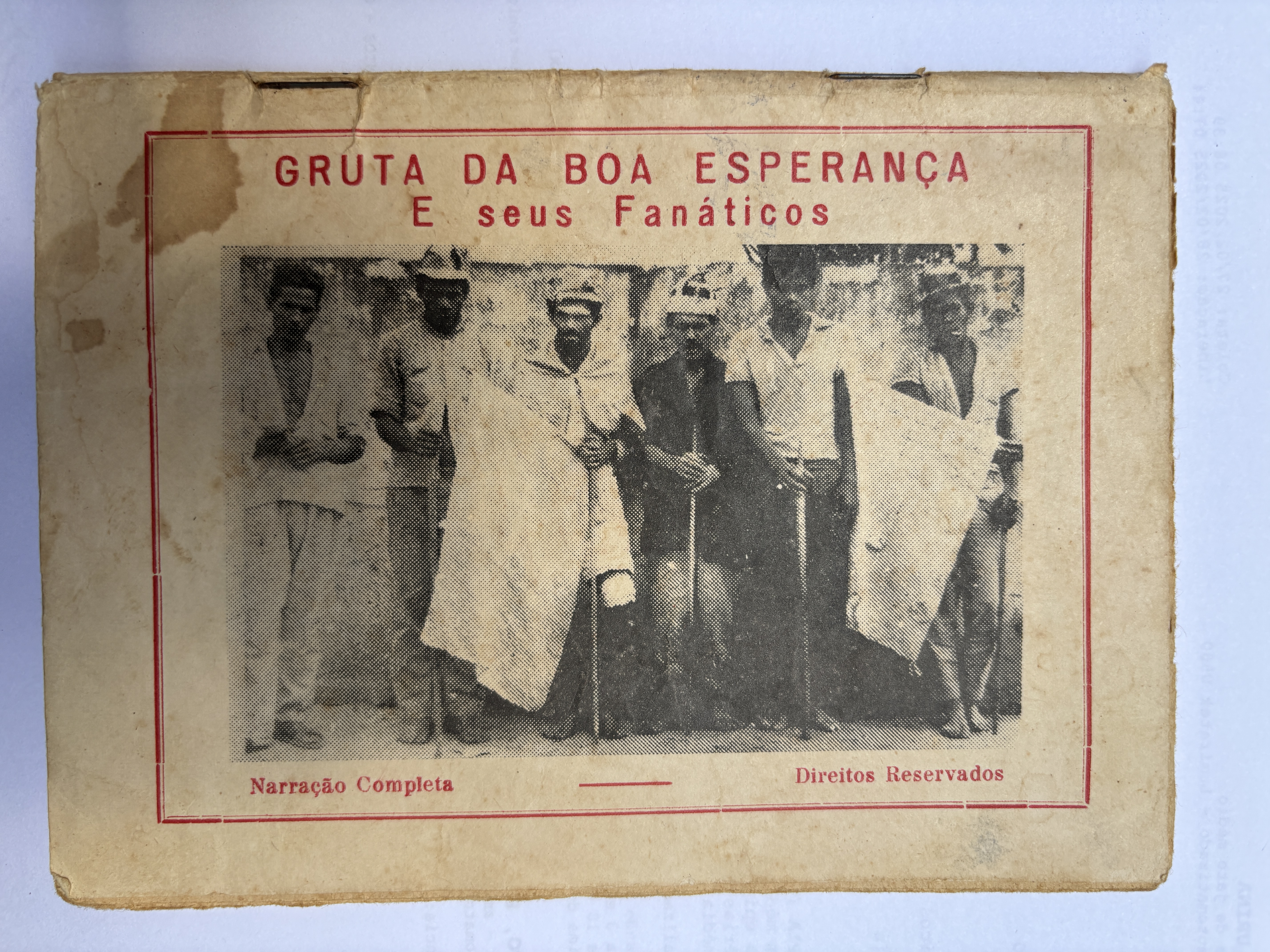
1ª História escrita sobre a Gruta da Boa Esperança, Cordel de Otacílio Novaes - Utinga/BA

Movidos pela fé e por promessas de uma vida melhor, diversas famílias de pequenos agricultores, especialmente vindos de povoados vizinhos, aceitaram o chamado de Pedro Velho. Segundo suas pregações, um grande tesouro estaria escondido no interior da gruta, e sua revelação só seria possível mediante rituais de purificação e sacrifício. Inicialmente, esses rituais envolviam o uso de sangue de animais, mas com o tempo passaram a incluir sacrifícios humanos, o que transformou o movimento em alvo de forte repressão e estigmatização.
Essas famílias abandonaram suas casas e vidas cotidianas para habitar a gruta, formando ali uma comunidade religiosa alternativa que rompia com os padrões tradicionais de vida e fé da região. Vivendo em condições rústicas, com moradias improvisadas e autossuficientes, acreditavam estar protegidos por forças sobrenaturais e que seu sofrimento e entrega seriam recompensados com riquezas espirituais e materiais.

## Crenças e rituais
As crenças e rituais praticados pelos moradores da Gruta da Boa Esperança revelam uma espiritualidade profundamente marcada pelo sincretismo religioso, pelas influências do catolicismo popular e por um imaginário místico que dava sentido à vida em comunidade e às promessas de redenção.
Liderados por Pedro Velho, o grupo acreditava estar envolvido em uma missão sagrada: desencantar um grande tesouro escondido no interior da gruta. Para isso, era necessário realizar uma série de rituais de purificação e sacrifício. A comunidade também relatava visões místicas, como o aparecimento de um bezerro de ouro e de um cacho de banana dourado, elementos que reforçavam a fé dos seguidores na existência de um tesouro oculto e de uma dimensão espiritual invisível aos olhos dos “ímpios”.
Os elementos místicos davam sentido à dor, ao esforço e à marginalização que enfrentavam, e alimentavam a crença de que a riqueza material viria como recompensa pela fidelidade à missão sagrada. Para os seguidores, a gruta não era apenas um abrigo físico, mas um espaço sagrado, uma “terra prometida” protegida pelas forças divinas. Lá, eles se organizavam com disciplina e devoção, vivendo à parte da sociedade e mantendo uma rotina de orações, vigílias e obediência ao líder espiritual.
O grupo se via como um povo escolhido, separado dos “pecadores” do mundo exterior, e acreditava que apenas os puros de coração seriam capazes de presenciar o milagre do tesouro. Em suma, as crenças e rituais da Gruta da Boa Esperança revelam uma experiência de fé vivida com intensidade, marcada por visões sobrenaturais, promessas messiânicas e práticas extremas — elementos que se entrelaçam num contexto de pobreza, exclusão social e desejo por transformação espiritual e material.

## Desfecho e repercussão
A notoriedade do grupo atraiu atenção crescente das autoridades locais e da imprensa. A repressão se intensificou após denúncias sobre rituais envolvendo violência. Investigações foram realizadas e parte dos membros se dispersou, encerrando o ciclo de permanência contínua na gruta. Embora o movimento tenha cessado como comunidade organizada, sua memória persiste no imaginário da região, sendo objeto de estudos acadêmicos, reportagens e produções audiovisuais.
A figura de Pedro Velho permanece controversa: enquanto alguns o veem como líder fanático, outros o interpretam como expressão de um fenômeno místico-cultural mais amplo, enraizado em tradições populares de religiosidade nordestina. Justina, sua irmã, continuou sendo respeitada por parte da população local, mesmo após o fim do grupo.